# Euklideszi tér (lineáris algebra)
Euklideszi térnek nevezzük azon véges dimenziós valós vektortereket, melyekben a vektorterek axiómáin felül értelmezve van egy skaláris szorzat. A skaláris szorzat alapján definiálható egy vektor hossza, illetve két vektor hajlásszöge, így az euklideszi terekben lehet geometriát végezni. Az euklideszi vektorterek közvetlen általánosításai a skalárszorzatos vektorterek.

## Definíciók

### Bázisfüggetlen definíció
Legyen V egy véges dimenziós valós vektortér. A {\displaystyle \langle -,-\rangle :V\times V\to \mathbb {R} } leképezést skalárszorzatnak nevezzük, ha teljesíti a következő feltételeket:
1. Pozitív definit: bármely két {\displaystyle u,v\in V} vektorra {\displaystyle \langle u,v\rangle \geq 0}, továbbá {\displaystyle \langle u,u\rangle =0} pontosan akkor, ha {\displaystyle u=0}.
2. Szimmetrikus: bármely két {\displaystyle u,v\in V} vektorra {\displaystyle \langle u,v\rangle =\langle v,u\rangle }.
3. Bilineáris, azaz mindkét változójában lineáris: bármely {\displaystyle u,v,w\in V} vektorra és {\displaystyle \lambda \in \mathbb {R} } skalárra 
{\displaystyle \langle u+\lambda w,v\rangle =\langle u,v\rangle +\lambda \langle w,v\rangle } és {\displaystyle \langle u,v+\lambda w\rangle =\langle u,v\rangle +\lambda \langle u,w\rangle }.

A skalárszorzatot nevezik még belső szorzatnak is. Két vektor skaláris szorzatának jelölésére {\displaystyle \langle u,v\rangle } mellett az {\displaystyle u\cdot v} illetve az {\displaystyle uv} képlet is használatos. Egy skalárszorzattal ellátott véges dimenziós vektorteret euklideszi térnek nevezünk.

### Bázishoz tartozó skaláris szorzat
Legyen {\displaystyle e_{1},e_{2},\ldots ,e_{n}} egy bázis V-ben. Ekkor az ehhez a bázishoz tartozó skaláris szorzatot a következő képlet definiálja:
{\displaystyle \left\langle \sum _{i=1}^{n}x_{i}e_{i},\sum _{i=1}^{n}y_{i}e_{i}\right\rangle =\sum _{i=1}^{n}x_{i}y_{i}}.
Könnyen látható, hogy az így definiált leképezés pozitív definit, szimmetrikus és bilineáris, azaz megfelel a fenti definíciónak. A szakirodalom egy része csak ezt a bázishoz tartozó skaláris szorzatot taglalja.

## Tulajdonságok
Ha {\displaystyle (V,\langle -,-\rangle )} egy euklideszi tér és {\displaystyle U\leq V} egy altér, akkor a skalárszorzat U-ra történő megszorításával U is euklideszi tér.
A skalárszorzat kielégíti a Cauchy–Bunyakovszkij–Schwarz-egyenlőtlenséget: ha {\displaystyle u,v\in V}, akkor {\displaystyle \langle u,v\rangle ^{2}\leq \langle u,u\rangle \cdot \langle v,v\rangle }.

## Hosszúság és szög

A háromszög-egyenlőtlenség illusztrációja

Egy {\displaystyle (V,\langle -,-\rangle )} euklideszi térben egy v vektor hosszát a
{\displaystyle \|v\|={\sqrt {\langle v,v\rangle }}}
képlet definiálja. A skalárszorzat pozitív definit volta miatt a négyzetgyök alatt mindig egy nemnegatív szám áll, így a fenti képlet értelmes.
A Cauchy–Bunyakovszkij–Schwarz-egyenlőtlenségből következik, hogy ez a hosszfogalom kielégíti a háromszög-egyenlőtlenséget, azaz bármely {\displaystyle u,v\in V} vektorokra

Két vektor szöge

{\displaystyle \|u+v\|\leq \|u\|+\|v\|}.
Ha {\displaystyle u,v\in V} vektorok, akkor az általuk bezárt {\displaystyle \varphi } szöget a következő képlet definiálja:
{\displaystyle \cos \varphi ={\frac {\langle u,v\rangle }{\|u\|\cdot \|v\|}}}.
A jobb oldal a Cauchy–Bunyakovszkij–Schwarz-egyenlőtlenség szerint pozitív, így valóban létezik olyan szög, aminek ez a koszinusza. Ez a definíció a koszinusztétel általánosítása. Egy euklideszi vektortérben két vektort ortogonálisnak vagy merőlegesnek nevezünk, ha az általuk bezárt szög derékszög; ezzel ekvivalens, hogy a két vektor skalárszorzata nulla.

## Ortogonális és ortonormált bázisok
Egy bázist ortogonálisnak nevezünk, ha az azt alkotó vektorok páronként ortogonálisak egymásra. A bázis ortonormált, ha ortogonális és minden bázisvektor egység hosszú. Bármely ortogonális bázis ortonormálttá alakítható az egyes bázisvektorok normálásával, azaz úgy, hogy minden egyes vektort elosztunk a saját hosszával. Általánosabban, egy tetszőleges bázis ortonormálttá alakítható a Gram–Schmidt-eljárással.